# Cleptometopus subundulatus
Cleptometopus subundulatus là một loài bọ cánh cứng trong họ Cerambycidae.